# Don't Ever Cry
Chansons représentant la Croatie au Concours Eurovision de la chanson
Nek' ti bude ljubav sva
(1994)
Don't Ever Cry (en français Ne pleure jamais) est la chanson représentant la Croatie au Concours Eurovision de la chanson 1993, à Millstreet, en Irlande. Elle est interprétée par Put.
Il s'agit de la première participation de la Croatie au Concours Eurovision de la chanson, après son indépendance et l'éclatement de la Yougoslavie, pays participant de 1961 à 1991.

## Sélection
Hrvatska radiotelevizija confirme son intention de participer au Concours Eurovision de la chanson 1993 le 14 novembre 1992 et annonce qu'une finale nationale aura lieu pour sélectionner la chanson croate le 28 février 1993. 134 chansons furent soumises au diffuseur, seize furent sélectionnées par des professionnels pour la finale puis après une disqualification quinze sont soumises à onze jurys régionaux. À la fin du vote, Don't ever cry interprété par Put reçoit le plus de votes et est sélectionnée comme entrée croate.
Don't ever cry raconte en une ballade la mort d'un jeune homme à la guerre et est un appel à la paix.
L'UER décide d'un tour sélectif entre sept des nouveaux pays de l'Union Soviétique et de la Yougoslavie, Kvalifikacija za Millstreet, organisé le 3 avril à Ljubljana pour trois places. Se produisant pendant le spectacle en position 2, après la Bosnie-Herzégovine et devant l'Estonie, la Croatie reçoit 51 points, se classant 3e et se qualifiant ensuite pour le Concours Eurovision de la chanson aux côtés de la Slovénie et de la Bosnie-Herzégovine.

## Eurovision
La chanson est la vingt-et-unième de la soirée, suivant Vrede interprétée par Ruth Jacott pour les Pays-Bas et précédant Hombres interprétée par Eva Santamaría pour l'Espagne.
À la fin des votes, la chanson obtient 31 points et finit à la quinzième place sur vingt-cinq participants.

### Points attribués à la Croatie
| 12 points  | 10 points            | 8 points      | 7 points | 6 points  |
| ---------- | -------------------- | ------------- | -------- | --------- |
|            |                      | - Royaume-Uni |          | - Israël  |
| 5 points   | 4 points             | 3 points      | 2 points |           |
| - Portugal | - Belgique - Norvège | - Suisse      |          | - Espagne |